# Ludwik Wiktoryn Wereszczyński
Ludwik Wiktoryn Wereszczyński herbu Korczak (zm. w 1762 roku) – kasztelan lubelski w latach 1754-1762, sędzia chełmski w latach 1746-1754, stolnik krasnostawski w latach 1736-1746, podstarości i sędzia grodzki chełmski w 1733 roku.
Poseł na sejm nadzwyczajny 1750 roku z ziemi chełmskiej. Poseł koronny na sejm 1752 roku z województwa inflanckiego. 